# Messier 53
Messier 53 (M53 ili NGC 5024) je kuglasti skup tipa V u zviježđu Berenikina kosa. M53 otkrio je Johann Elert Bode 3. veljače 1775. godine. Opisao ga je kao sjajnu i okruglu maglicu. Charles Messier skup je neovisno ponovno otkrio 26. veljače 1777. godine. Messier ga je opisao kao okruglog i uočljivog. William Herschel ga je prvi razlučio na zvijezde i napomenuo da je sličan kuglastom skupu M10.

## Svojstva
M53 je jedan od najudaljenijih kuglastih skupova. Nalazi se 58.000 svjetlosnih godina od Zemlje i 60.000 svjetlosnih godina od središta galaksije. Na toj udaljenosti, njegov prividan promjer od 13' odgovara pravocrtnom promjeru od 220 svjetlosnih godina. Skup nam se približava velikom brzinom, prema procjenama između 79 i 112 km/s. Jezgra skupa je malena, oko 2' u promjeru ali zvijezde nisu veoma koncentrirane u odnosu na ostale kuglaste skupove. Gustoća zvijezda postupno pada prema rubovima.
Najsjajnije zvijezde u skupu su magnitude + 13,8 dok je vodoravna grana skupa ima prosječan sjaj oko magnitude + 16,9. Spektralna klasa skupa je F6.
Skup sadrži 47 promjenjivih zvijezda tipa RR Lyrae. 

## Amaterska promatranja
Skup je vidljiv dvogledom kao okrugla mrljica. Teleskop do 80 mm-skog promjera pokazat će ga kao okruglu mrlju sa sjajnim središtem. Veći teleskopi, do 200 mm pokazat će granulaciju na rubovima i jednu samotnu zvijezdu. Teleskopi s promjerom od 250 mm i više razlučit će gotovo cijeli skup osim jezgre.

## Vanjske poveznice
- (engl.) SEDS: NGC 5024
- (engl.) Revidirani Novi opći katalog
- (engl.) Izvangalaktička baza podataka NASA-e i IPAC-a
- (engl.) Astronomska baza podataka SIMBAD
- (engl.) VizieR
- Skica M53